# 城口梅花草
城口梅花草（学名：Parnassia chengkouensis）为卫矛科梅花草属下的一个种。

## 扩展阅读
- 維基物種上的相關：城口梅花草